# Нојхаус (здружена општина)
Нојхаус (њем. Amt Neuhaus) град је у њемачкој савезној држави Доња Саксонија. Једно је од 43 општинска средишта округа Линебург. Према процјени из 2010. у граду је живјело 5.168 становника. Посједује регионалну шифру (AGS) 3355049.

## Географија
Нојхаус се налази у савезној држави Доња Саксонија у округу Линебург. Град се налази на надморској висини од 6 метара. Површина општине износи 237,2 km². У самом граду је, према процјени из 2010. године, живјело 5.168 становника. Просјечна густина становништва износи 22 становника/km².